# Lolly Lolly
Lolly Lolly is een nummer van het Amerikaanse duo Wendy & Lisa uit 1989. Het is de tweede single van hun tweede studioalbum Fruit at the Bottom.
In "Lolly Lolly" bezingen Wendy & Lisa hoe gek ze zijn op hun geliefde. De singleversie van het nummer werd geremixt door hun voormalige baas Prince en heeft daarom de naam "Lolly Lolly (According to Prince)". Het nummer haalde geen hitlijsten in Amerika, maar wel in het Nederlandse taalgebied. In de Nederlandse Top 40 bereikte het de 8e positie, en in de Vlaamse Radio 2 Top 30 de 16e positie.

## Tracklijst
7"-single
1. "Lolly Lolly" - 4:18
2. "Hip Hop Love" - 5:07